# Манцель, Дагмар
Дагмар Манцель (нем. Dagmar Manzel, род. 1 сентября 1958[…], Берлин) — немецкая актриса

, певица и диктор аудиокниг.

## Жизнь
Дагмар Манцель — дочь учителей Поля и Аннемари Манцель (р. Рёмер). После окончания школы Александра фон Гумбольдта в Кёпенике она обучалась актёрскому мастерству в Государственной драматической школе Берлина с 1977 по 1980 год. На втором году обучения она сыграла в телевизионной постановке «Фауст».
В 1980 году она получила приглашение в Государственный театр Дрездена, а в 1983 году — в Немецкий театр в Берлине, который вскоре стал её художественной родиной. С 1983 по 2001 год она была постоянным участником ансамбля и за это время работала с такими режиссёрами, как Томас Лангхофф, Хайнер Мюллер, Томас Шульте-Михельс и Франк Касторф.
Помимо актёрской игры, она также выступает в качестве гостьи в постановках музыкальных театров. В 2002 году она сыграла главную роль в постановке Томаса Шульте-Мишеля по оперетте Жака Оффенбаха « Великая герцогиня Герольштейнская» в Немецком театре Берлина, а также сыграла главную роль в его постановке 2008 года по оперетте Оффенбаха «Перикола» в Берлинер ансамбль.
Осенью 2004 года Дагмар Манцель сыграла главную женскую роль в Комише опер в Берлине в мюзикле Стивена Сондхейма Суини Тодд, демон-парикмахер с Флит-стрит режиссёра Кристофера Бонда, на котором изначально была основана пьеса Сондхейма.
В 2012 году Манцель была удостоена немецкой кинопремии за роль второго плана в драме Кристиана Швохова Die Unsichtbare (Невидимая). С 2015 года Манцель входит во вторую команду Таторт (Tatort) Баварской радиовещательной корпорации, которая занимается расследованиями во Франконии, в качестве главного инспектора Паулы Рингельхан.
С 2012 года она выступает на сцене Комише Опер в Берлине с семью песнями / Семь смертных грехов. В оперетте «Бал в Савойе», также в Комише Опер в Берлине она с 2013 года исполняет роль Мадлен де Фаблэ. С 2016 года она исполняет партию Клеопатры, королевы Египта в оперетте Жемчуга Клеопатры (Die Perlen der Cleopatra) также на сцене Берлинской Комише Опер. В 2020 году она сыграла в фильме Розы фон Праунхайм Оперные дивы, Оперные Педики (Operndiven, Operntunten), который впервые транслировался на Arte.
С 1994 года она является членом Берлинской Академии Искусств.
Дагмар Манцель была в первом браке замужем за актёром Маркусом Калоффом, а во втором браке — с актёром, художником и поэтом Робертом Галлиновски . У неё есть сын (* род. 1994) и является матерью актрисы Клары Манцель.

## Фильмография (подборка)

### Фильмы
- 1989: Каминг-аут (Режиссёр Хайнер Карова)

## Театр
- 1984: Хайнар Киппхард : брат Эйхманн (лектор) — Режиссёр: Александр Стиллмарк (Немецкий театр в Берлине)
- 1985: Педро Кальдерон де ла Барка : Жизнь — это мечта (Розаура) — Режиссёр: Фридо Солтер (Немецкий театр в Берлине)
- 1988: Михаил Булгаков : Париж, Париж (горничная) — Режиссёр: Франк Касторф (Немецкий театр в Берлине)
- 1991: Уильям Шекспир / Хайнер Мюллер : Гамлет / Машина (Гертруда) — Режиссёр: Хайнер Мюллер (Немецкий театр в Берлине)
- 1992: Карл Штернхейм Дер Неббих (Каммерсангерин Рита Маркетти) — Режиссёр: Нильс-Петер Рудольф (Немецкий театр Берлина — Каммершпиле)
- 2013: Поль Абрахам Бал в Савойе (Мадлен де Фоблас) — Постановка: Барри Коски (Komische Oper Berlin)
- 2015: Оскар Штраус Женщина, которая знает, чего хочет! (Солист) — Продюсер: Барри Коски (Komische Oper Berlin)
- 2016: Оскар Штраус Жемчужины Клеопатры (Клеопатра) — Постановка: Барри Коски (Komische Oper Berlin)
- 2017: Джерри Бок Анатевка (Голд) — Постановка: Барри Коски (Komische Oper Berlin)
- 2021: Игорь Стравинский Histoire du soldat (спикер) — Баварская государственная опера, Мюнхен

## Документальные фильмы
- Где-то в мире — Дагмар Манцель обнаруживает Вернера Рихарда Хеймана . Документальный, Германия, 2011, 58:10 Мин., Сценарий и постановщик: Энрике Санчес Ланш, производство: rbb, первая трансляция: 11. Декабрь 2011 г. на rbb, Синопсис Musik Heute.
- Дагмар Манцель — Портрет Антидивы. Документальный, Германия, 2018, 43:00 Мин., Сценарий и режиссура: Жозефина Линкс и Мария Вишневски, производство: koberstein film, rbb, BR, MDR, первая трансляция: 27. Август 2018 в BR Fernsehen, таблицы с содержанием по ARD, онлайн видео доступен до 21. Август 2020.

## Дискография
- 1985: Курт Тухольски : Райнсберг, аранжировка: Матиас Тальхейм, музыка: Томас Натчински, режиссура: Барбара Пленсат, с Куртом Бёве, Ульрике Крумбигель, Гюнтер Шосс и. а., вещание ГДР ; Audio Verlag 2001, ISBN 3-89813-158-0, новое издание 2012 г .: ISBN 978-3-86231-157-6 .
- 1991: Ульрих Гумперт, Йохен Берг : «Энгель» — четыре короткие оперы. 2 компакт-диска, Steidl Verlag, Göttingen 1991, ISBN 3-88243-197-0 .
- 2002: Я легкое существо . Дагмар Манцель поет самые очаровательные театральные песни.
- 2011: Джудит Шалански : Шея жирафа. Bildungsroman, сокращенное чтение, 4 компакт-диска, культура NDR, Der Audio Verlag, ISBN 978-3-86231-129-3
- 2011: где-то в мире . Дагмар Манцель поет песни Вернера Рихарда Хеймана .
- 2012: Криста Вольф : август, аудио CD, 71 мин. Audio Verlag награждён премией German Audio Book Prize как лучший переводчик, ISBN 978-3-86231-222-1 .
- 2013: РЕБЕНОК . Дагмар Манцель поет Фридрих Холландер .
- 2014: Криста Вольф : Некролог за выживание. Выход. Полное чтение, 3 компакт-диска, MDR Figaro, Der Audio Verlag, ISBN 978-3-86231-390-7 .
- 2019: тоска .

## Аудиокниги
- 1985: Курт Тухольский : Райнсберг (Лисси Ахнер) — Режиссёр: Барбара Пленсат (радиоспектакль — Радиовещание ГДР)
- 1987: Лотар Вальсдорф : Die Mittagsfrau (Горничная) — Режиссёр: Питер Браш (детская радиоспектакль — Радиовещание ГДР)
- 1988: Гомер : Одиссея Одиссея (Арета) — Режиссёр: Вернер Бухсс (Детский радиоспектакль (6 частей) — Радиовещание ГДР)
- 1989: Хайдрун Лопер : Принц Фив в Берлине — Режиссёр: Барбара Пленсат (радиоспектакль — Радиовещание ГДР)
- 1995: Ксения Драгунская : Октоберленд (стюардесса) — режиссёр: Беате Рош / Зигфрид Пфафф (радиоспектакль — ORB)
- 1996: Клаус Поль : Приемная Германия Голоса Рейха (Розмари Л.) — Режиссёр: Дитер Манн / Норберт Шеффер (радиоспектакль — SWF)
- 1996: Франц Заулек : Ольга остается Ольгой — Режиссёр: Карлхайнц Лиферс (детская радиоспектакль — DLR Берлин)
- 2004: Андрей Арсеньевич Тарковский : Hoffmanniana (фрау Хоффманн) — Режиссёр: Кай Грен (радиоспектакль — SWR, RBB)
- 2008: Ингмар Бергман : Фиш (Энн) — Режиссёр: Кай Грен (радиоспектакль — SWR, DKultur) Arthaus Premium, EAN: 4006680044712
- 2010: Герта Мюллер : Атемшаукель (Лони Мич) — Режиссёр: Кай Грен (радиоспектакль — NDR), аудиокнига Гамбург, ISBN 978-3-89903-697-8 .
- 2011: Агнешка Лессманн : Убийца — Режиссёр: Кристин Нагель (радиоспектакль — DLF, SWR)
- 2012: Генри Д. Торо : Об обязанности не подчиняться государству . Гражданское неповиновение. — Режиссёр: Кай Грен (радиоспектакль — РБ) аудиокнига Гамбург, ISBN 978-3-89903-390-8
- 2013: Э. М. Чоран : Недостаток рождения — Режиссёр: Кай Грен (радиоспектакль — SWR)
- 2014: Нина Хелленкемпер : Семь жизней Марины Абрамович . Тело как произведение искусства — Режиссёр: Николай фон Козловский (радиоспектакль — WDR, NDR, RBB)
- 2014: Патрик Финдейс : Ханнелора или Такая сфотографированная жизнь хочет, чтобы с ней справились (Ханнелор) — Режиссёр: Кай Грен (радиоспектакль — SWR)
- 2014: Кэтрин Милликен, Дитмар Визнер : Бунья — Режиссёр: Кэтрин Милликен, Дитмар Визнер (радиоспектакль — SWR)
- 2016: Маргарита Дюрас : Любовник (Дюрас) — адаптация и режиссура: Кай Грен (радиоспектакль — SWR), аудиокнига Гамбург, ISBN 978-3-95713-064-8

## Награды
- 1980: Актёрская премия за Ютту и детей Дамуза
- 1991: Художественная премия города Берлина
- 1994: Приз немецких критиков
- 2000: Премия немецкого телевидения в категории " Лучшая актриса сериала " за фильм «Клемперер»
- 2004: Приз жизни Адольфа Гримме было бы неплохо
- 2004: Баварская телевизионная премия на всю жизнь было бы неплохо
- 2006: Премия немецкого телевидения в категории «Лучшая актриса телефильма» (главная роль) за фильмы «Как пришел незнакомец» и «Новости»
- 2009: Берлинский медведь (приз BZ Culture)
- 2012: Премия немецкой актрисы в категории женщин второго плана за Zettl и Die Insichtbare
- 2012: Премия Немецкого кино в категории «Невидимка» за роль второго плана.
- 2014: Премия Немецкого театра «Фауст» в категории « Лучшая актёрская игра в драме за яд»
- 2016: Приз Немецкой академии телевидения в категории « Актриса — главная роль» за визит для Эммы.
- 2017: Премия Paula Film[12]
- 2017: Золотой занавес за роли в спектаклях «Счастливые дни и подарок» в Немецком театре в Берлине и «Жемчужины Клеопатры» в Komische Oper в Берлине.

## Беллетристика
- Ханс-Майкл Бок : Дагмар Манцель — актриса. В: CineGraph — Lexicon for German-Language Film, Delivery 18, 1991.
- Дагмар Манцель, Кнут Эльстерманн : Дитя человека. Автобиография в разговоре. Aufbau-Verlag, Берлин, 2017, ISBN 978-3-351-03649-2 .
- К. Бернд Сачер (Ред.): Театральный лексикон . Авторы, режиссёры, актёры, драматурги, сценографы, критики. Авторы Кристин Дессель и Мариетта Пикенброк при содействии Жан-Клода Кунера и К. Берна Сушера. 2. Версия. Deutscher Taschenbuch-Verlag, Мюнхен 1999, ISBN 3-423-03322-3, стр. 457